# Spargania rufifimbria
Spargania rufifimbria là một loài bướm đêm trong họ Geometridae.